# Ryan Nelsen
Ryan Nelsen (* 18. listopadu 1977) je novozélandský fotbalista, hrající za anglický klub Tottenham Hotspur na postu středního obránce. Je kapitánem reprezentace Nového Zélandu. Většinu své kariéry strávil v Blackburnu, kde podepsal smlouvu v roce 2001 jako volný hráč z DC United. V únoru 2012 přestoupil jako volný hráč do Tottenham Hotspur.
V roce 2010 byl členem novozélandského výběru na Mistrovství světa v JAR, kde reprezentace vypadla již v základní skupině a nastoupil do všech tří utkání.